# Морской шёлковый путь

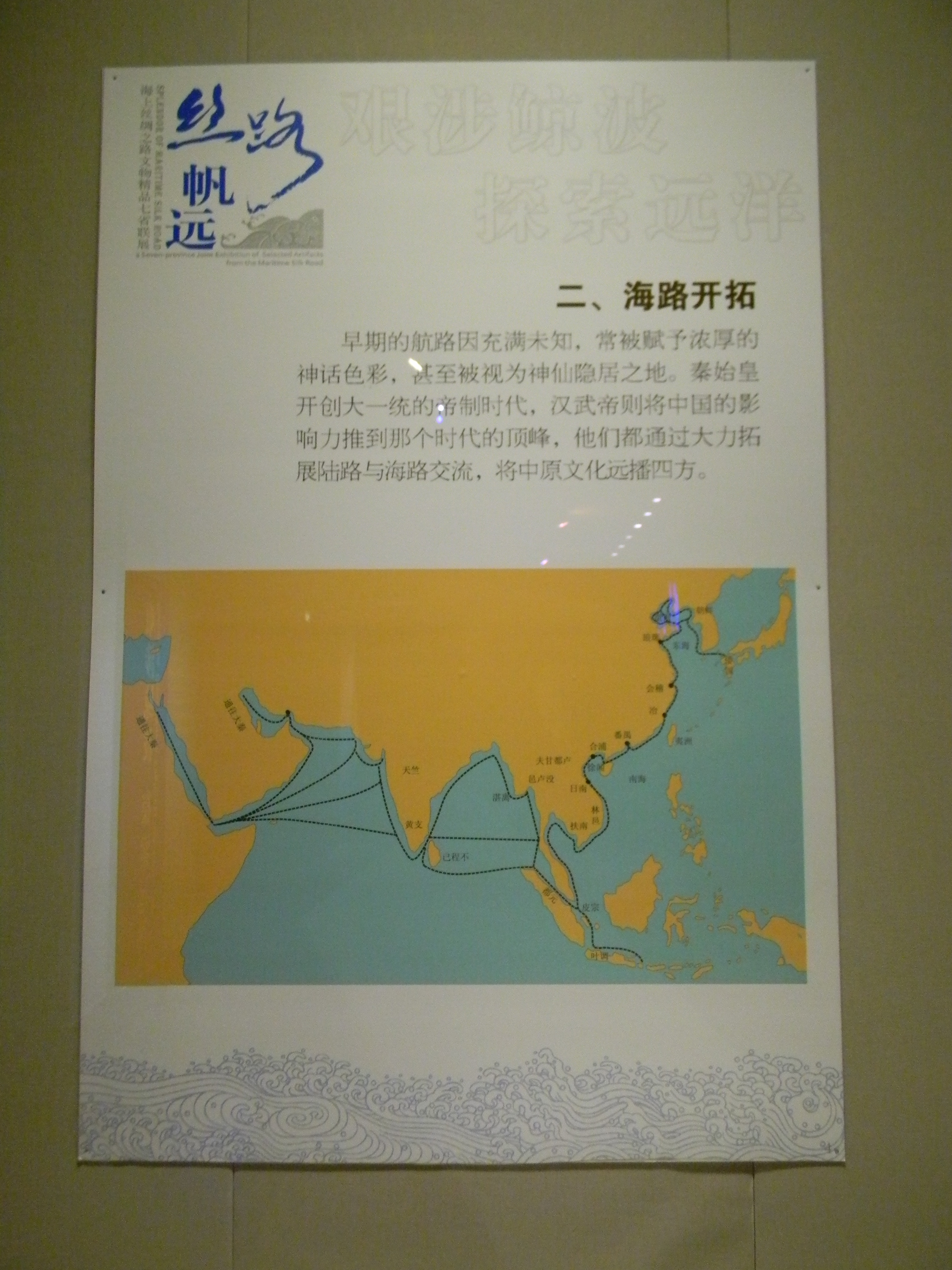
Карта морского шёлкового пути

Морской шёлковый путь — морской участок исторического Шёлкового пути, который соединял Китай, Юго-Восточную Азию, Индийский субконтинент, Аравийский полуостров, Сомали, Египет и Европу. Он процветал между II веком до нашей эры и XV веком нашей эры. Несмотря на тесную связь с Китаем в последние столетия, морской шелковый путь был основан и в основном эксплуатировался австронезийскими моряками в Юго-Восточной Азии, тамильскими купцами в Индии и Юго-Восточной Азии, греко-римскими купцами в Восточной Африке, Индии, Цейлоне и Индокитае, персидскими и арабскими торговцами в Аравийском море и за его пределами.

## История

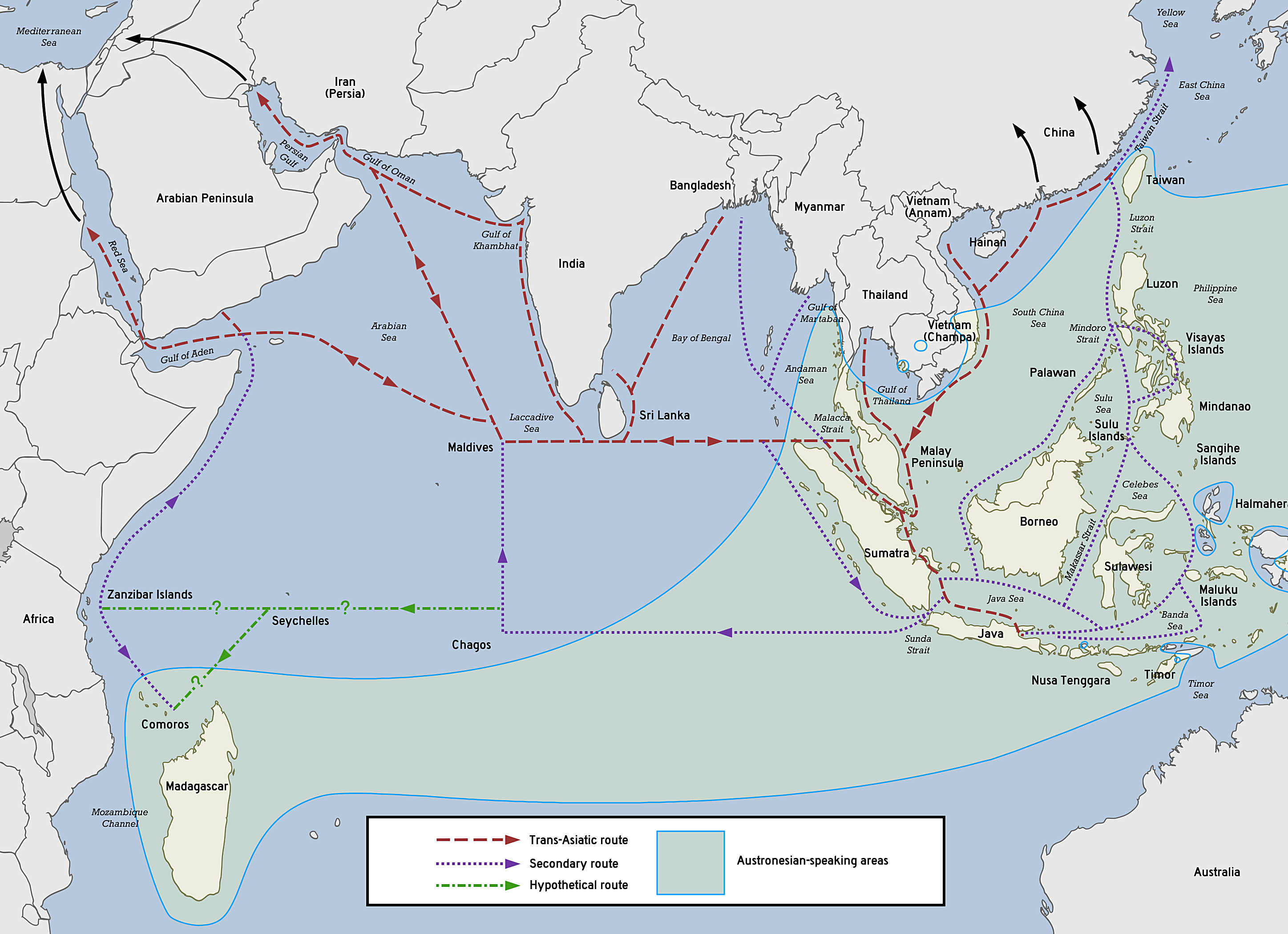
Австронезийская протоисторическая и историческая морская торговая сеть в Индийском океане

Историческая Индосфера — зона культурного влияния Великой Индии, откуда пришли элементы индийской культуры — почетные титулы, имена, топонимы, девизы и образовательные учреждения, а также принятие индуизма, буддизма, индийской архитектуры, боевых искусств, индийская музыка и танцы, традиционная индийская одежда и индийская кухня. Этому процессу способствовало продолжающееся историческое расширение индийской диаспоры

Морской шелковый путь развился из более ранних австронезийских торговых сетей жителей островов Юго-Восточной Азии со Шри-Ланкой и Южной Индией (созданных с 1000 по 600 год до н. э.), а также из торговли нефритовыми изделиями с Филиппин в Южно-Китайском море (ок. 500 г. до н. э.). На протяжении большей части своей истории австронезийские талассократии контролировали морской шелковый путь, особенно государства вокруг проливов Малакка и Бангка, Малайского полуострова и дельты Меконга, хотя китайские записи ошибочно идентифицировали эти королевства как «индийские» из-за индианизации этих регионов. Маршрут оказал влияние на раннее распространение индуизма и буддизма на восток.
Записи Тан указывают на то, что Шривиджая, основанная в Палембанге в 682 году нашей эры, стала доминировать в торговле в регионе вокруг проливов и торгового центра Южно-Китайского моря, контролируя торговлю роскошными ароматическими веществами и буддийскими артефактами из Западной Азии на процветающий рынок Тан. Китайские записи также указывают на то, что ранние китайские буддийские паломники в Южную Азию пользовались услугами австронезийских мореплавателей, которые торговали в китайских портах. Книги, написанные китайскими монахами, такими как Ван Чен и Хуэй-Линь, содержат подробные описания крупных торговых судов из Юго-Восточной Азии, датируемые по крайней мере III веком нашей эры.

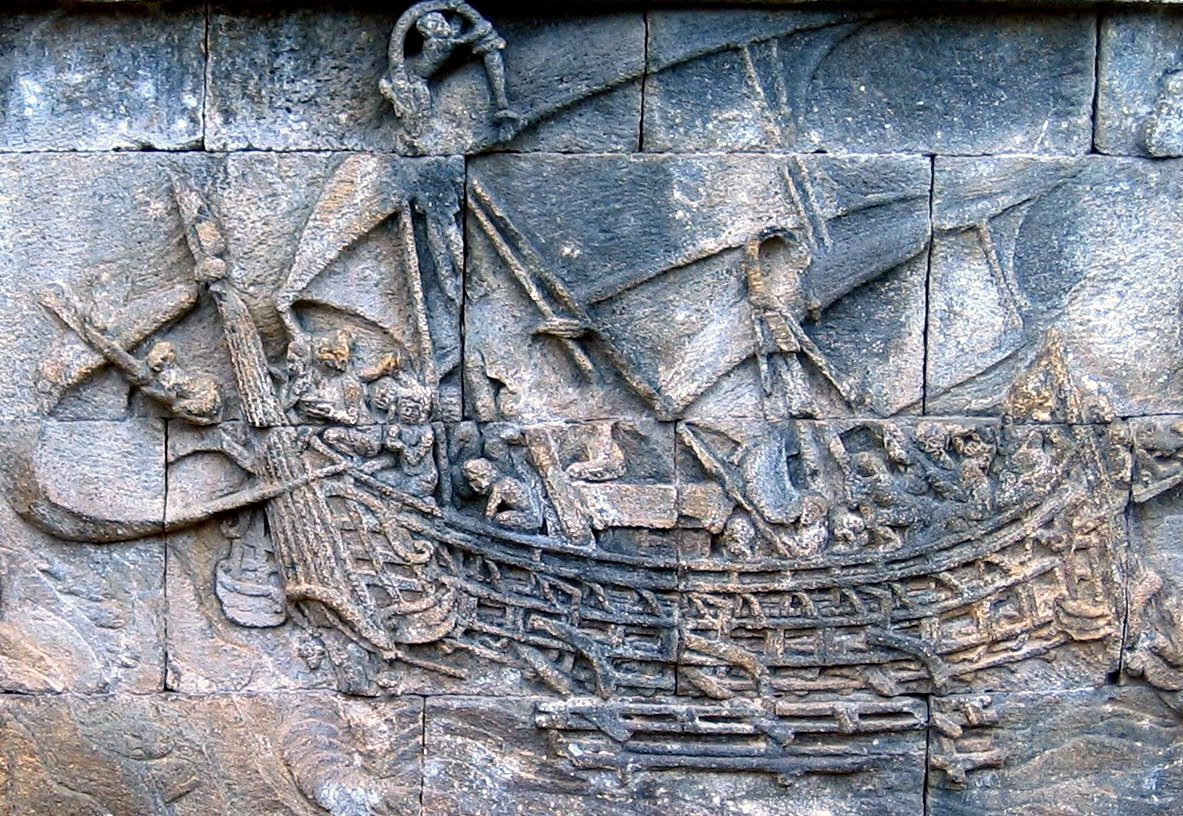
Один из кораблей Боробудура VIII века — крупное судно для местной торговли, возможно, принадлежавшее талассократиям Сайлендра и Шривиджая. Изображен с характерным парусом танжа австронезийцев Юго-Восточной Азии

До X века этот маршрут в основном использовался торговцами из Юго-Восточной Азии, хотя ими также ходили тамильские и персидские торговцы. К VII веку н. э. арабские торговцы дау отважились пройти этими маршрутами, что привело к раннему распространению ислама в государствах Юго-Восточной Азии.
К X-XIII векам династия Сун в Китае начала строить свой собственный торговый флот, несмотря на традиционное китайское конфуцианское пренебрежение к торговле. Частично это произошло из-за потери династией Сун доступа к сухопутному Шелковому пути. Китайский флот начал посылать торговые экспедиции в регион, который они называли Нанхай (в основном принадлежавший Шривиджая), продвигаясь на юг, вплоть до морей Сулу и Яванского моря. Это привело к созданию китайских торговых колоний в Юго-Восточной Азии, буму морской торговли и появлению портов Цюаньчжоу и Гуанчжоу в качестве региональных торговых центров в Китае.
После кратковременного прекращения китайской торговли в XIV веке из-за внутреннего голода и засухи в Китае династия Мин восстановила торговые пути с Юго-Восточной Азией с XV по XVII века. Они начали экспедиции Чжэн Хэ с целью заставить «варварских царей» Юго-Восточной Азии возобновить отправку «дани» двору Мин. Это было типично для синоцентристских взглядов во времена, когда они рассматривали «торговлю как дань», хотя в конечном итоге экспедиции Чжэн Хэ увенчались успехом в достижении своей цели по установлению торговых сетей с Малаккой, региональным преемником Шривиджайи.

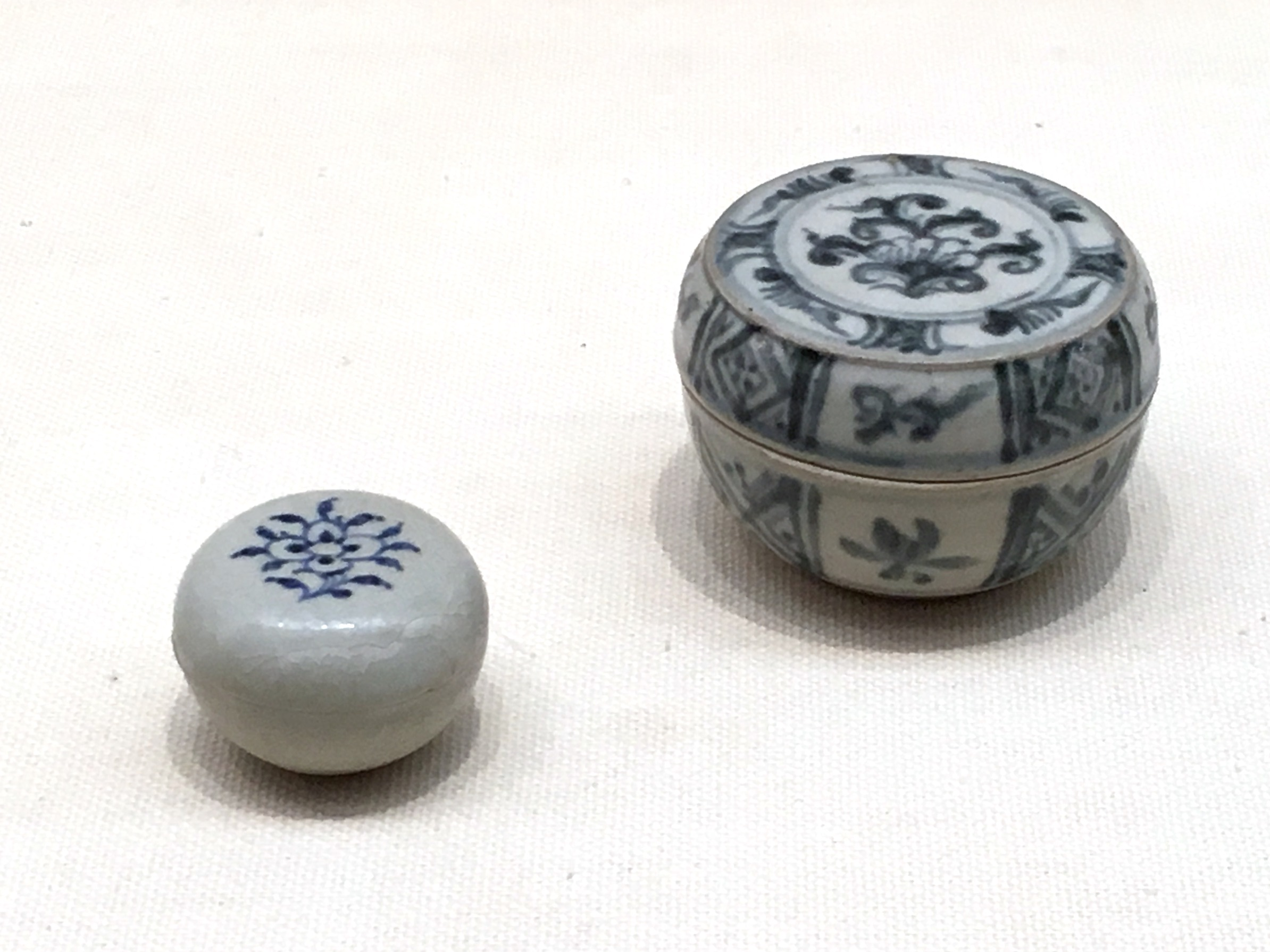
Вьетнамская керамика XVI века в Айти, Япония.

К XVI веку началась эпоха великих географических открытий. Захват Малакки португальской империей привел к тому, что торговые центры переместились в султанаты Ачех и Джохор. Новый спрос на специи из Юго-Восточной Азии и текстиль из Индии и Китая на европейском рынке привел к новому экономическому буму на Морском шелковом пути. Однако приток серебра из европейских колониальных держав, возможно, в конечном итоге подорвал медную чеканку Китая, что привело к краху династии Мин.
Династия Цин изначально продолжала философию Мин, рассматривая торговлю как «дань уважения двору». Однако растущее экономическое давление наконец вынудило императора Канси снять запрет на частную торговлю в 1684 году, разрешив иностранцам входить в китайские торговые порты и разрешив китайским торговцам путешествовать за границу. Наряду с официальной имперской торговлей существовала также значительная торговля частными группами, в основном людьми хоккиен.

## Археология
Свидетельствами морской торговли служат затонувшие корабли, обнаруженные в Яванском море — затонувший арабский дау в Белитунге, датируемый ок. 826 г., обломки Интана 10-го века и затонувшее западно-австронезийское судно в Чиребоне, датируемое концом X века.

## Зона охвата
Торговый путь охватил множество морей и океанов; включая Южно-Китайское море, Малаккский пролив, Индийский океан, Бенгальский залив, Аравийское море, Персидский залив и Красное море. Морской путь пересекается с исторической морской торговлей Юго-Восточной Азии, торговлей пряностями, торговлей в Индийском океане и после VIII века — с арабской военно-морской торговой сетью. Сеть также простирается на восток до Восточно-Китайского моря и Желтого моря, соединяя Китай с Корейским полуостровом и Японским архипелагом.

## Номинация всемирного наследия
В мае 2017 года эксперты из разных областей провели встречу в Лондоне, чтобы обсудить предложение о выдвижении «Морского шелкового пути» в качестве нового объекта всемирного наследия ЮНЕСКО.